# Malayinkeezhu
Malayinkeezhu es una ciudad censal situada en el distrito de Thiruvananthapuram en el estado de Kerala (India). Su población es de 37350 habitantes (2011). Se encuentra a 11 km de Thiruvananthapuram y a 76 km de Kollam.

## Demografía
Según el censo de 2011 la población de Malayinkeezhu era de 37350 habitantes, de los cuales 18250 eran hombres y 19100 eran mujeres. Malayinkeezhu tiene una tasa media de alfabetización del 95,01%, superior a la media estatal del 94%: la alfabetización masculina es del 96,79%, y la alfabetización femenina del 93,32%.